# Heinrich Cron (Oberamtmann)

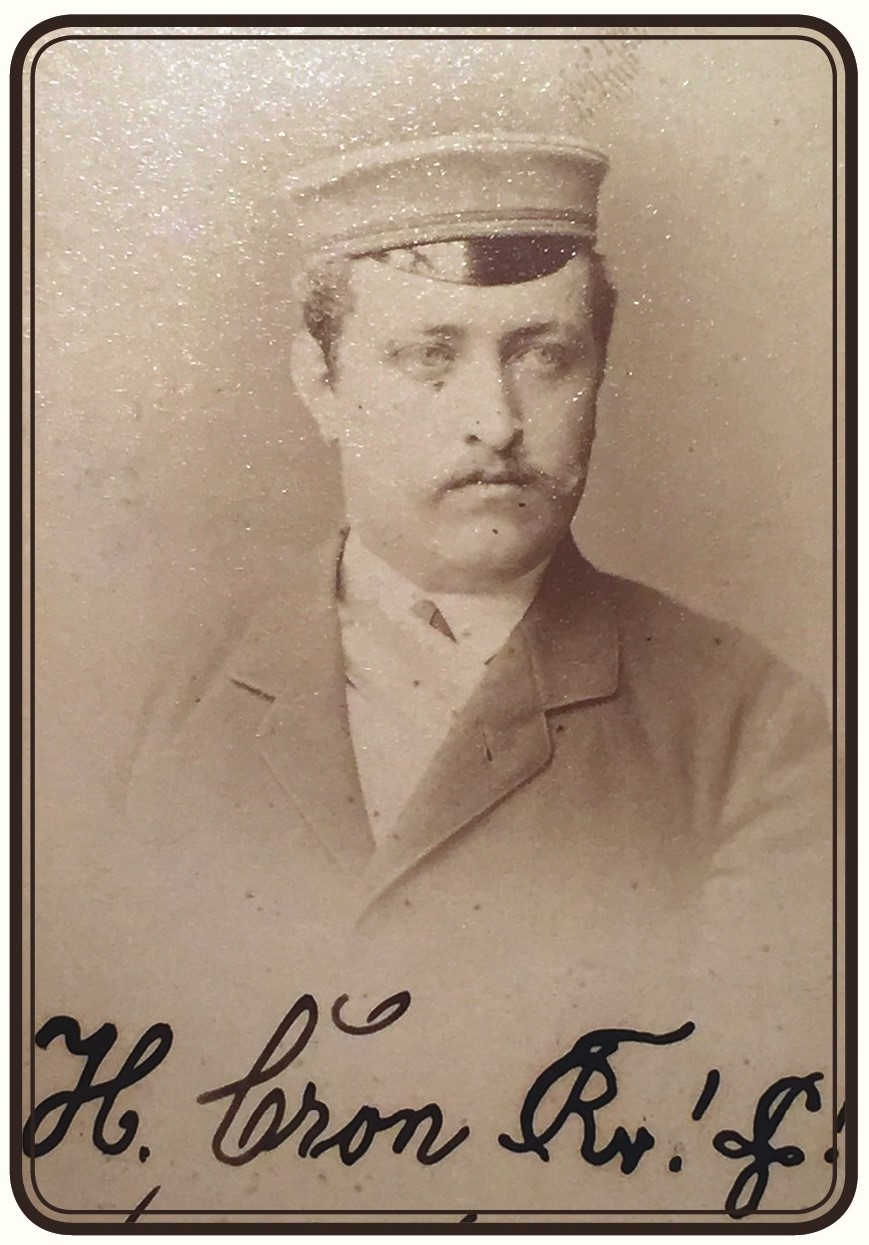
Heinrich Cron

Heinrich Cron (* 10. April 1858 in Karlsruhe; † 4. August 1940 in München) war ein deutscher Verwaltungsjurist.

## Leben
Geboren als Sohn eines badischen Rechnungsrats besuchte Heinrich Cron das Gymnasium in Karlsruhe und in Weißenburg im Elsass. Von 1877 bis 1882 studierte er Rechtswissenschaften an der Albert-Ludwigs-Universität Freiburg, der Universität Leipzig, der Friedrich-Wilhelms-Universität zu Berlin, der Kaiser-Wilhelms-Universität Straßburg und der Ruprecht-Karls-Universität Heidelberg. 1880 wurde er im Corps Rhenania Freiburg und im Corps Lusatia Leipzig aktiv. Nach Abschluss des Studiums und Promotion zum Dr. iur. wurde er 1882 Rechtspraktikant und 1886 Referendar.
1890 wurde Cron zum Amtmann beim Bezirksamt Konstanz ernannt. 1892 wechselte er in gleicher Funktion zum Bezirksamt Bruchsal. 1894 erfolgte seine Ernennung zum Oberamtmann und Amtsvorstand des Bezirksamts Wiesloch. 1899 wurde er Amtsvorstand des Bezirksamts Waldkirch und 1902 des Bezirksamts Villingen. 1905 wurde er zum Direktor des Landesgewerbeamts in Karlsruhe berufen. Mit Ausbruch des Ersten Weltkriegs leistete er Kriegsdienst. 1915 wurde er mit der Überwachung der Obst- und Gemüseversorgung in Baden beauftragt. Am Ende des Kriegs kehrte er in seine alte Stellung als Direktor des Landesgewerbeamts zurück, aus der heraus er 1923 pensioniert wurde.

## Auszeichnungen
- Orden vom Zähringer Löwen, Ritterkreuz 1. Klasse (1902)
- Orden der Württembergischen Krone, Ritterkreuz (1908)
- Eichenlaub zum Ritterkreuz 1. Klasse des Ordens vom Zähringer Löwen (1910)
- Geheimer Regierungsrat (1905)
- Geheimer Oberregierungsrat (1915)